# مرقد درب الإمام
مرقد درب الإمام (بالفارسية: امامزاده درب امام) هو مرقد شيعي تاريخي يعود إلى السلالة الصفوية، ويقع في أصفهان.